# Elfriede Jelinek

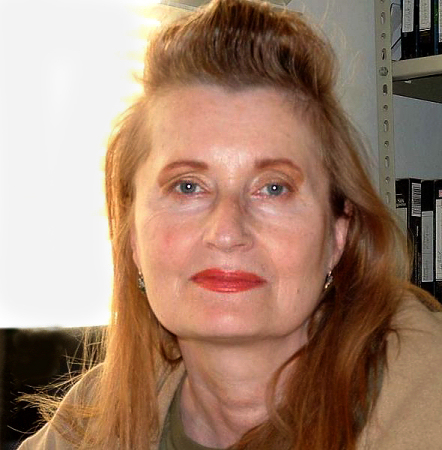
Elfriede Jelinek (2004)

Elfriede Jelinek (* 20. Oktober 1946 in Mürzzuschlag, Steiermark) ist eine österreichische Schriftstellerin, die in Wien und München lebt. Im Jahr 2004 erhielt sie den Literaturnobelpreis für „den musikalischen Fluss von Stimmen und Gegenstimmen in Romanen und Dramen, die mit einzigartiger sprachlicher Leidenschaft die Absurdität und zwingende Macht der sozialen Klischees enthüllen“.
Elfriede Jelinek schreibt gegen Missstände im öffentlichen, politischen, aber auch im privaten Leben der österreichischen Gesellschaft. Dabei benutzt sie einen sarkastischen, provokanten Stil, der von ihren Gegnern („Nestbeschmutzer“-Diskussion), aber auch von ihr selbst mitunter als obszön, blasphemisch, vulgär oder höhnisch beschrieben wird.

## Leben und Werk

### Kindheit, Jugend und erste Veröffentlichungen
Elfriede Jelinek wurde am 20. Oktober 1946 in Mürzzuschlag (Steiermark) geboren. Ihre Mutter Olga, geborene Buchner, stammte aus dem Wiener Großbürgertum und ernährte die Familie längere Zeit durch ihre Tätigkeit als Buchhalterin. Ihr Vater Friedrich Wilhelm Jelinek war Chemiker, Absolvent der Technischen Hochschule Wien und jüdisch-tschechischer Abstammung. Sein „kriegsdienlicher“ Beruf bewahrte ihn vor Verfolgung unter dem NS-Regime; ihm wurde ein Arbeitsplatz in der Rüstungsindustrie zugewiesen. Friedrich Wilhelm Jelinek erkrankte in den 1950er Jahren an Demenz und starb 1969 in geistiger Umnachtung in der psychiatrischen Einrichtung, die heute den Namen Klinik Penzing trägt. Die Klinik wurde seinerzeit von Heinrich Gross geleitet. Im Holocaust wurden zwei Schwestern von Jelineks Großvater Friedrich Johann Jelinek ermordet.
Um Jelineks Erziehung kümmerte sich die Mutter. Jelinek kam in einen katholischen Kindergarten und eine Klosterschule, die sie als äußerst restriktiv empfand (Essay In die Schule gehen ist wie in den Tod gehen). Ihr auffälliger Bewegungsdrang brachte sie auf Anraten der Ordensschwestern in die Kinderpsychiatrie, auf die heilpädagogische Abteilung der Kinderklinik der Wiener Universität, die von Hans Asperger geleitet wurde, obwohl ihr Verhalten aus medizinischer Sicht im Bereich der Norm blieb. Abgesehen davon plante die Mutter die Karriere ihrer Tochter als musikalisches Wunderkind, und Jelinek erhielt bereits in der Volksschule Klavier-, Gitarren-, Flöten-, Geigen- und Bratschenunterricht. Im Alter von 13 Jahren wurde sie am Konservatorium der Stadt Wien aufgenommen und studierte dort Orgel, Klavier, Blockflöte und später auch Komposition. Parallel dazu absolvierte sie die Mittelschulausbildung am Wirtschaftskundlichen Realgymnasium Wien-Feldgasse. Außerdem studierte Jelinek klassisches Ballett, im Ballett-Studio der ehemaligen Solistin des Wiener Staatsopernballetts, Lucia Bräuer.
In der Tradition der Wiener Gruppe führte Jelinek für sich zunächst die Kleinschreibung ein, die sie aber später wieder aufgab.
Nach der Matura erfolgte der erste psychische Zusammenbruch. Sie belegte dennoch für einige Semester Kunstgeschichte und Theaterwissenschaft an der Universität Wien, bis sie 1967, durch Angstzustände gezwungen, das Studium abbrach und ein Jahr zu Hause in völliger Isolation verbrachte. In dieser Zeit begann sie zu schreiben; ihre ersten Gedichte wurden in Zeitschriften und kleinen Verlagen gedruckt. 1967 erschien ihr Gedichtband Lisas Schatten. Der erste Roman, bukolit (1968), blieb allerdings bis 1979 unveröffentlicht. Nach dem Tod ihres Vaters 1969 begann sie sich zu erholen; sie engagierte sich im Umfeld der 68er-Bewegung und lebte einige Monate in einer linken Wohngemeinschaft unter anderen mit Robert Schindel und Leander Kaiser.
1971 legte sie die Orgelprüfung am Konservatorium bei Leopold Marksteiner ab. Maßgeblich für ihr weiteres literarisches Schaffen war in dieser Zeit die Auseinandersetzung mit den Theorien von Roland Barthes, die sie in dem Essay Die endlose Unschuldigkeit verarbeitete. 1972 lebte sie mit Gert Loschütz in Berlin, kehrte im Jahr darauf aber nach Wien zurück. 1974 trat sie der Kommunistischen Partei Österreichs bei und engagierte sich im Wahlkampf sowie in Kulturveranstaltungen, wie zum Beispiel im Rahmen der Autorenlesungen unter dem Titel Linkes Wort beim Volksstimmefest.
Am 12. Juni 1974 heirateten Elfriede Jelinek und Gottfried Hüngsberg, der zu dieser Zeit Filmmusik für Rainer Werner Fassbinder schrieb und ab Mitte der 1970er Jahre in München als Informatiker tätig war.

### Große Erfolge, Skandale und Rückzug
Seit der Heirat lebt Elfriede Jelinek abwechselnd in Wien und München. Der literarische Durchbruch gelang ihr 1975 mit dem Roman Die Liebhaberinnen, der marxistisch-feministischen Karikatur eines Heimatromans. Vor allem in den 1970er Jahren entstanden zahlreiche Hörspiele; Anfang der 1980er Jahre erschien Die Ausgesperrten als Hörspiel, Roman und schließlich auch als Film mit Paulus Manker (Vorbild ist ein realer Wiener Mordfall kurz vor Weihnachten 1965, der anlässlich des Urteils um den 10. Mai 1966 von den Medien ausführlich kommentiert wurde). In den 1970er und 1980er Jahren war sie auch an der Zeitschrift Die Schwarze Botin beteiligt.
1983 erschien ihr Roman Die Klavierspielerin. In den Rezensionen überwog die biografische Deutung; die Auseinandersetzung mit dem Text trat in den Hintergrund.
Der erste große Skandal um Jelinek wurde 1985 durch die Uraufführung von Burgtheater ausgelöst. Das Drama setzt sich mit der mangelhaften NS-Vergangenheitsbewältigung in Österreich auseinander, mit der Vergangenheit der Schauspielerin Paula Wessely im Mittelpunkt. In der öffentlichen Wahrnehmung erschien der Text jedoch reduziert auf persönliche Anspielungen auf damalige prominente Mitläufer.
1989 folgte Lust, das nächste aufsehenerregende und zugleich Jelineks meistverkauftes Werk. Jelineks Auseinandersetzung mit den patriarchalischen Machtverhältnissen auch im Bereich der Sexualität wurde im Vorfeld als „weiblicher Porno“ skandalisiert.
Jelinek setzte sich gemeinsam mit Erika Pluhar, Ernest Borneman und weiteren Intellektuellen für den wegen Mordes verurteilten „Häfenliteraten“ Jack Unterweger ein, der im Jahr 1990 entlassen wurde und – wieder in Freiheit – neun weitere Morde beging.
1991 trat Jelinek aus der KPÖ aus. Gleichzeitig stand sie in Verbindung mit der pluralistisch-marxistischen Wissenschaftszeitschrift Das Argument, die von Wolfgang Fritz Haug und anderen herausgegeben wird.
Da das Theaterstück Raststätte eine ähnliche Rezeption wie Lust erfuhr und nach persönlichen Angriffen auf die Autorin auf Wahlplakaten der Wiener FPÖ 1995 gab Jelinek ihren Rückzug aus der österreichischen Öffentlichkeit bekannt und erließ ein Aufführungsverbot ihrer Stücke für Österreich.

### Comeback, Polarisierung und Nobelpreis
So wurde Stecken, Stab und Stangl in Hamburg von Thirza Bruncken inszeniert und am 12. April 1996 im Malersaal des Deutschen Schauspielhauses uraufgeführt. Die Rückkehr Elfriede Jelineks nach Wien wurde am 23. Jänner 1997 im Burgtheater mit der Premiere dieses Stücks unter der Regie von George Tabori begangen. 1998 folgte dort dann die Uraufführung der nicht weniger als sechs Stunden dauernden Kurzfassung des Stücks Ein Sportstück in der Inszenierung von Einar Schleef. Die Langfassung des Stücks unter Mitwirkung der Autorin feierte am 14. März 1998 ebenda Premiere.
Auch nach dem neuerlichen Aufführungsverbot, das Jelinek im Jahr 2000 anlässlich der schwarz-blauen Regierungsbildung in Österreich erließ, nahm sie konkret auf die aktuelle Tagespolitik Bezug; bei einer regierungskritischen Donnerstagsdemonstration im Jahr 2000 wurde auf dem Wiener Ballhausplatz Das Lebewohl. Ein Haider-Monolog mit dem Schauspieler Martin Wuttke uraufgeführt. Im selben Jahr entstand im Kontext der Schlingensief-Aktion Bitte liebt Österreich, als deren „Schirmherrin“ sie unter anderen gemeinsam mit Daniel Cohn-Bendit und Gregor Gysi fungierte, die Kasperltheater–Montage „Ich liebe Österreich“, die den Umgang mit Asylwerbern in Österreich kritisiert.
2003 schließlich kam am Akademietheater des Burgtheaters Das Werk in der Regie von Nicolas Stemann zur Uraufführung. Die Inszenierung wurde zum Berliner Theatertreffen eingeladen und gewann den Mülheimer Dramatikerpreis. Im selben Jahr inszenierte Christoph Schlingensief am Burgtheater Bambiland. Ebenfalls 2003 hatte Olga Neuwirths Musiktheater Lost Highway Premiere, dessen Libretto von Elfriede Jelinek stammt.
2004 wurde in Wien das Elfriede Jelinek-Forschungszentrum gegründet, eine Dokumentations-, Informations- und Kommunikationsstelle zur Autorin, die ihren Sitz am Institut für Germanistik der Universität Wien hat. In diesem Jahr erhielt Jelinek auch den Nobelpreis für Literatur.

### Seit dem Nobelpreis
2005 fand im Wiener Burgtheater die Uraufführung von Babel statt, einer monumentalen Meditation über den Irakkrieg und den Folterskandal in Abu Ghraib, in der Regie von Nicolas Stemann, der im Oktober 2006 auch Jelineks RAF-Drama Ulrike Maria Stuart und im Frühjahr 2009 ihre Wirtschaftskomödie Die Kontrakte des Kaufmanns inszenierte.
In einem Interview mit dem Magazine littéraire (2007) aus Anlass der wegen ihrer Drastik umstrittenen französischen Übersetzung des Romans Die Kinder der Toten wiederholte Jelinek die Liste ihrer großen Themen: eine bedrückende Kindheit, ihre Polemik gegen „Natur“ und „Unschuld“, ihren Hass auf das verdrängte Nazi-Erbe des Landes. Sie meinte, ein großer Teil der Literatur Österreichs kreise um das „schwarze Loch“ Hitler.
Vom Frühjahr 2007 bis zum Frühjahr 2008 veröffentlichte sie auf ihrer Website nacheinander die Kapitel ihres „Privatromans“ Neid. Diesen Roman, der nicht als Buch erscheinen, sondern ein reiner Online-Text bleiben soll, stellte Jelinek im Mai 2008 fertig. In ausgedruckter Form würde er rund 900 Seiten umfassen. Jelinek setzt damit ihr „Todsündenprojekt“ fort, das sie 1989 mit Lust begonnen und 2000 mit Gier ergänzt hatte.
Ebenfalls 2008 erschien das Theaterstück Rechnitz (Der Würgeengel), das unter der Regie von Jossi Wieler am 28. November an den Münchner Kammerspielen uraufgeführt wurde.
Ende 2009 protestierte Jelinek gegen die mittlerweile zurückgenommene Ehrung des Holocaust-Leugners Walter Lüftl durch die Technische Universität Wien mittels eines „Goldenen Ingenieurdiploms“ für „besondere wissenschaftliche Verdienste“ und das „hervorragende berufliche Wirken“ des Mannes. In diesem Zusammenhang gab sie auch etwas von ihrer Familiengeschichte preis, nämlich die Anfeindungen und Erschwernisse durch Antisemiten, unter denen ihr Vater als „Halbjude“ (nach Globkes Definition) sein Ingenieursexamen abgelegt hat; weiters, dass er bei Semperit eine Art wissenschaftliche Zwangsarbeit leisten musste und dass diese Tatsache ihn sein Leben lang belastet hat.
2012 wurde im Schauspielhaus der Münchner Kammerspiele ihr Werk Die Straße. Die Stadt. Der Überfall in der Regie von Johan Simons uraufgeführt, ein Auftragswerk zum 100. Gründungsjahr der Kammerspiele. Es behandelt den Mythos der Münchener Maximilianstraße.
Am 10. Dezember 2013, dem Tag der Menschenrechte, war Jelinek eine der fünf Literaturnobelpreisträger von 560 Schriftstellern, die im Rahmen der Kampagne Stop Watching Us mit einem internationalen Aufruf gegen die systematische Überwachung im Internet durch Geheimdienste protestierten.
Im November 2015 wollte der polnische Kulturminister Piotr Gliński eine Aufführung von Jelineks Der Tod und das Mädchen am Teatr Polski we Wrocławiu, dem Polnischen Theater in Breslau, verhindern. Grund dafür waren angebliche sexuelle Handlungen auf der Bühne, die Inszenierung verstoße gegen „Prinzipien des gesellschaftlichen Zusammenlebens“. Auch der Sprecher des Erzbistums Breslau protestierte gegen den Auftritt „ausländischer Pornodarsteller“ (für das Stück waren tschechische Schauspieler engagiert worden). Die Premiere fand dennoch statt, einige Demonstranten versuchten, den Zutritt zum Theater zu blockieren. Der Direktor des Theaters, Krzysztof Mieszkowski, forderte den Rücktritt des Kulturministers und warf ihm einen präzedenzlosen Zensurversuch vor. Den Job verlor jedoch der Theaterdirektor, der im August 2016 abgelöst wurde. Suspendiert wurde auch eine Moderatorin des staatlichen Fernsehsenders TVP, nachdem sie dem Minister kritische Fragen zur Causa gestellt hatte.
Am Abend, an dem Donald Trump zum Präsidenten der Vereinigten Staaten gewählt wurde, begann Elfriede Jelinek, ihr Stück Am Königsweg zu schreiben. Vor Trumps Amtseinführung hatte sie eine erste Fassung des Textes abgeschlossen. Der Bayerische Rundfunk produzierte die Hörspielfassung des Stücks Am Königsweg als deutsche Erstinszenierung in zwei Varianten: eine Fassung in drei Teilen, die den ungekürzten Text enthält, und eine eigenständige, das gesamte Material komprimierende Kurzfassung.
2021 fand anlässlich des 75. Geburtstags der Autorin die erste umfassende Tagung zu Elfriede Jelinek in den USA statt. Der dritte Tag des von New York aus online gestreamten Programms behandelte „Elfriede Jelinek – Eine Komponistin“. Neben der Beschäftigung der Autorin mit Franz Schubert standen Gesangsstücke im Fokus, die Jelinek in frühen Jahren für Stimme und Klavier geschrieben hatte. Diese Lieder wurden bei dem Anlass auch aufgeführt.
Am 2. September 2022 erlitt ihr Ehemann Gottfried Hüngsberg den Sekundentod.
Am 12. September 2023 wurde Jelinek die Ehrenbürgerwürde der Stadt Wien verliehen. Sie nahm den Preis im kleinen Kreis persönlich entgegen. Laut eigener Aussage ist es die einzige Ehrung seit dem Nobelpreis, die sie angenommen hat, denn – so Jelinek – „Ich bin wirklich Wienerin“.
Nach 40 Jahren wurde 2025 Jelineks Stück Burgtheater im Rahmen der Wiener Festwochen erstmals im Burgtheater aufgeführt.

## Auszeichnungen und Preise
- 1969: Preis des Lyrikwettbewerbs der Österreichischen Hochschülerschaft
- 1969: Preise der 20. Österreichischen Jugendkulturwoche Innsbruck, für Lyrik und Prosa für Aus einem Illustriertenroman, dem unveröffentlichten Manuskript von wir sind lockvögel baby!
- 1972/1973: Österreichisches Staatsstipendium für Literatur
- 1978: Roswitha-Preis der Stadt Bad Gandersheim
- 1979: Drehbuchförderung des Bundesministers des Innern, für das Exposé zum Drehbuch Die Ausgesperrten (Projektförderung)
- 1983: Österreichischer Würdigungspreis für Literatur
- 1986: Heinrich-Böll-Preis der Stadt Köln
- 1987: Literaturpreis des Landes Steiermark
- 1989: Preis der Stadt Wien für Literatur
- 1994: Walter Hasenclever-Preis der Stadt Aachen
- 1994: Peter-Weiss-Preis der Stadt Bochum
- 1996: Bremer Literaturpreis, für den Roman Die Kinder der Toten
- 1998: Georg-Büchner-Preis
- 2000: manuskripte-Preis des Landes Steiermark
- 2002: Theaterpreis Berlin
- 2002: Mülheimer Dramatikerpreis, für Macht Nichts
- 2002: Heinrich-Heine-Preis der Stadt Düsseldorf
- 2003: Else Lasker-Schüler-Dramatikerpreis des Pfalztheaters Kaiserslautern, für das dramatische Gesamtwerk
- 2004: Lessing-Preis für Kritik
- 2004: Mülheimer Dramatikerpreis für Das Werk
- 2004: Stig-Dagerman-Preis (Schweden)
- 2004: Hörspielpreis der Kriegsblinden
- 2004: Franz-Kafka-Literaturpreis
- 2004: Nobelpreis für Literatur „für den musikalischen Fluss von Stimmen und Gegenstimmen in Romanen und Dramen, die mit einzigartiger sprachlicher Leidenschaft die Absurdität und zwingende Macht der sozialen Klischees enthüllen“.
- 2007: Dramatikerin des Jahres, gewählt von einer unabhängigen Jury deutschsprachiger Kritiker in der Zeitschrift Theater heute
- 2009: Mülheimer Dramatikerpreis für Rechnitz (Der Würgeengel)
- 2009: Dramatikerin des Jahres, gewählt von 41 unabhängigen Kritikern in der Zeitschrift Theater heute[31]
- 2011: Mülheimer Dramatikerpreis, für Winterreise
- 2011: Deutschsprachiges Stück des Jahres für Winterreise, gewählt von einer unabhängigen Jury deutschsprachiger Kritiker in der Zeitschrift Theater heute
- 2011: Ehrenmitglied der American Academy of Arts and Letters[32]
- 2013: Nestroy Autorenpreis für Schatten (Eurydike sagt) am Akademietheater (Wien)
- 2017: Der Faust für das Lebenswerk
- 2018: Publikumspreis des Mülheimer Dramatikerpreises für Am Königsweg
- 2018: Stück des Jahres der Zeitschrift Theater heute für Am Königsweg[33]
- 2020: Nestroy-Theaterpreis in der Kategorie Bestes Stück – Autorenpreis für Schwarzwasser[34]
- 2021: Nestroy-Theaterpreis für das Lebenswerk[35]
- 2023: Ehrenbürgerin von Wien
- 2023: Ehrenring des Landes Steiermark[36]
- 2024: Commandeur des Ordre des Arts et des Lettres[37][38]
- 2024: Großes Goldenes Ehrenzeichen am Bande für Verdienste um die Republik Österreich[39]

## Soziales Engagement
- Seit 2009 ist Elfriede Jelinek Mentorin von LILALU.[40]

## Werkverzeichnis

### Romane
- Bukolit. Hörroman, 1968; herausgegeben von Vintilă Ivănceanu, mit Bildern von Robert Zeppel-Sperl, Rhombus Verlag, Wien 1979, ISBN 3-85394-023-4.
- wir sind lockvögel baby! Rowohlt, Reinbek bei Hamburg 1970, ISBN 978-3-499-12341-2.
- Michael. Ein Jugendbuch für die Infantilgesellschaft. Rowohlt, Reinbek bei Hamburg 1972, ISBN 3-499-15880-9.
- Die Liebhaberinnen. Rowohlt, Reinbek bei Hamburg 1975, ISBN 978-3-644-46461-2.
- Die Ausgesperrten. Rowohlt, Reinbek bei Hamburg 1980, ISBN 978-3-499-15519-2.
- Die Klavierspielerin. Rowohlt, Reinbek bei Hamburg 1983, ISBN 978-3-644-01871-6.
- Oh Wildnis, oh Schutz vor ihr. Rowohlt, Reinbek bei Hamburg 1985, ISBN 978-3-499-13407-4.
- Lust. Rowohlt, Reinbek bei Hamburg 1989, ISBN 3-498-03323-9, jüngste Auflage: Rowohlt Digitalbuch, Reinbek bei Hamburg 2013, ISBN 978-3-644-02021-4[41]
- Die Kinder der Toten. Rowohlt, Reinbek bei Hamburg 1995, ISBN 3-498-03328-X. TB: ISBN 3-499-22161-6. André-Gide-Preis 2005/2006 Französische Ausgabe, Übers. Olivier Le Lay
- Gier. Ein Unterhaltungsroman. Rowohlt, Reinbek bei Hamburg 2000, ISBN 3-498-03334-4.
- Neid. 2007/2008. Online in html, PDF-Downloads für PCs, Tablets und Smartphones.[42] Die Hörspielfassung in 10 Teilen mit Sophie Rois und Elfriede Jelinek, Komposition: Frode Haltli und Maja Ratkje, Bearbeitung und Regie: Karl Bruckmaier, wurde zwischen dem 10. Oktober 2011 und dem 12. Dezember 2011 im Bayerischen Rundfunk, Bayern 2, gesendet und ist als Podcast auf der Homepage der Autorin nachhörbar.

### Texte fürs Theater
- Was geschah, nachdem Nora ihren Mann verlassen hatte oder Stützen der Gesellschaften. 1977.
- Clara S. 1981.
- Burgtheater. 1985. (Uraufführung 1985 in Bonn, Erstaufführung in Österreich 2005 vom Theater im Bahnhof in Graz[43]), 2025 im Burgtheater als Ko-Produktion vom Burgtheater und den Wiener Festwochen unter der Regie von Milo Rau[44]
- Krankheit oder Moderne Frauen. 1987.
- Präsident Abendwind. 1987.
- Wolken.Heim. 1988.
- Totenauberg. 1991.
- Raststätte. 1994.
- Stecken, Stab und Stangl. 1996.
- Ein Sportstück. 1998
- er nicht als er. 1998.
- Macht nichts. Eine kleine Trilogie des Todes. 1999 (Enthält Erlkönigin, Der Tod und das Mädchen [I] und Der Wanderer)
- Das Lebewohl. 2000.
- In den Alpen. 2002.
- Das Werk. 2003.
- Prinzessinnendramen (Der Tod und das Mädchen I–V).
- Bambiland. 2003
- Babel. 2005.
- Ulrike Maria Stuart. 2006
- Über Tiere. 2006.
- Rechnitz (Der Würgeengel). 2008 (Uraufführung am 28. November 2008 in den Münchner Kammerspielen)
- Abraumhalde. 2009. Sekundärdrama[45] zu Gotthold Ephraim Lessings Nathan der Weise[46]
- Die Kontrakte des Kaufmanns. Eine Wirtschaftskomödie. 2009 (Uraufführung im Schauspiel Köln 2009)
- Das Werk/Im Bus/Ein Sturz. 2010 (Uraufführung am Schauspiel Köln 2010)
- Winterreise. 2011 (Uraufführung im Schauspielhaus der Münchner Kammerspiele am 2. Februar 2011, Inszenierung: Johan Simons); Textausgabe: Winterreise. Ein Theaterstück. Rowohlt, Reinbek bei Hamburg 2011, ISBN 978-3-498-03236-4.
- Kein Licht. 2011 (Uraufführung am Schauspiel Köln, 29. September 2011, Inszenierung: Karin Beier)
- FaustIn and out. Sekundärdrama. Zu Goethes Urfaust.[46] Uraufführung am Schauspielhaus Zürich 2012, Inszenierung Dušan David Pařízek;[47]
- Die Straße. Die Stadt. Der Überfall. 2012 (Uraufführung an den Münchner Kammerspielen, 27. Oktober 2012, Inszenierung: Johan Simons)
- Schatten (Eurydike sagt). 2013 (Uraufführung am Burgtheater Wien, 17. Januar 2013, Inszenierung: Matthias Hartmann, Deutsche Erstaufführung am Staatstheater Karlsruhe, 27. November 2014, Inszenierung: Jan Philipp Gloger)
- Aber sicher! 2013 (Uraufführung am Theater Bremen, 15. März 2013, Inszenierung: Alexander Riemenschneider)
- Rein Gold. Ein Bühnenessay. Rowohlt, Reinbek bei Hamburg 2013, ISBN 978-3-498-03339-2.
- Die Schutzbefohlenen. 2014 (Uraufführung am Thalia Theater Hamburg, 12. September 2014, Inszenierung: Nicolas Stemann)
- Das schweigende Mädchen. 2014 (Uraufführung an den Münchner Kammerspielen, 27. September 2014, Inszenierung: Johan Simons)
- Wut. 2016 (Uraufführung an den Münchner Kammerspielen, 16. April 2016, Inszenierung: Nicolas Stemann)[48]
- Am Königsweg. 2017 (Uraufführung am Deutschen SchauSpielHaus Hamburg, 28. Oktober 2017, Regie: Falk Richter)
- Schnee Weiss. 2018 (Uraufführung im Schauspiel Köln, 21. Dezember 2018, Regie: Stefan Bachmann)[49]
- Schwarzwasser. 2020 (Uraufführung am Wiener Akademietheater am 6. Februar 2020, Regie: Robert Borgmann)
  - Schwarzwasser. Am Königsweg. Zwei Theaterstücke, Rowohlt Verlag, Hamburg 2020, ISBN 978-3-498-00199-5.
- Sonne, los jetzt! 2022 (Uraufführung am Schauspielhaus Zürich am 15. Dezember 2022, Regie: Nicolas Stemann)[50]
- Angabe der Person. 2022 (Uraufführung am Deutschen Theater Berlin am 17. Dezember 2022, Regie: Jossi Wieler); Textausgabe: Rowohlt, Hamburg 2022, ISBN 978-3-498-00318-0.
- Sonne / Luft. 2022 (Uraufführung am Schauspielhaus Zürich am 15. Dezember 2022, Regie: Nicolas Stemann).
- Asche. 2024 (Uraufführung an den Münchner Kammerspielen am 26. April 2024, Regie: Falk Richter).

### Essays (Auswahl)
- kein licht am ende des tunnels – nachrichten über thomas pynchon, 1976
- Ich möchte seicht sein, 1983
- Ich schlage sozusagen mit der Axt drein, 1984
- In den Waldheimen und auf den Haidern, 1986
- Die Österreicher als Herren der Toten, 1992
- Sinn egal. Körper zwecklos, 1997
- Oh mein Papa, 2001
- In Mediengewittern, 2003
- Wir müssen weg, 2005
- Im Verlassenen, 2008
- Die tote Musik-Maschine – Epitaph für Wurstl, 27. April 2008[51]
- Im Reich der Vergangenheit, 2009
- Das Parasitärdrama, 12. Mai 2011[52]
- Singen. Tanzen. Schreien., 2012[53] (veröffentlicht auf Russisch in The New Times am 27. August 2012[54] und auf Deutsch am 16. September 2012 in The European[55])
- Die Schutzbefohlenen, 14. Juni 2013[56] (Urlesung am 21. September 2013, Thalia Theater in Kooperation mit St.-Pauli-Kirche, Hamburg)[57][58]
- Nach Nora, 22. Oktober 2013[59] (Epilog zu Was geschah, nachdem Nora ihren Mann verlassen hatte)
- Meine gute Textwurst, 4. November 2013[60] (Dankesrede zur Verleihung des Nestroy Autorenpreises 2013)
- Warnung an Griechenland vor der Freiheit, 2. Juni 2014[61] (Zusatztext zu Die Kontrakte des Kaufmanns)
- ENGLAND. EIN ZUSATZ. Und ich hab doch immer nur was auszusetzen! Epilog 4 zu DIE KONTRAKTE DES KAUFMANNS (2014/2015) (html), überarbeitete Fassung vom 6. August 2015; mit einer englischen Übersetzung von Gitta Honegger vom 7. Juni 2015
- Fischzug im Trüben. (Einige Anmerkungen zu „Schwarzwasser“). (Burgtheater Magazin 3, 2019/2020)

### Lyrik
- Lisas Schatten. 1967.
- ende / gedichte von 1966–1968. Lyrikedition 2000, 2000.

### Übersetzungen
- Im Moor. Erzählung von Onelio Jorge Cardoso. In: Peter Schultze-Kraft (Hrsg.): Wie ich zuhause einmarschiert bin. Kubanische Erzählungen. Fischer Taschenbuch Verlag, Frankfurt am Main 1973, S. 37–49.
- Josefina, bedien die Herren. Erzählung von Guillermo Cabrera Infante. In: Peter Schultze-Kraft (Hrsg.): Wie ich zuhause einmarschiert bin. Kubanische Erzählungen. Fischer Taschenbuch Verlag, Frankfurt am Main 1973, S. 51–57. Bzw. auch in: Inke und Peter Schultze-Kraft (Hrsg.): Josefina, bedien die Herren. Geschichten von Frauen und Männern aus Lateinamerika. Übers. E. Jelinek, Wolfgang Fleischer, Gert Loschütz u. a. Fischer TB, Frankfurt 1982, ISBN 3-596-25262-8.
- Schweine oder Hunde, auf Trüffeljagd abgerichtet. Erzählung von Humberto Arenal, In: Merkur 27 (1973), S. 274–285.
- Die Enden der Parabel. Roman von Thomas Pynchon. Reinbek: Rowohlt 1981 (= das neue buch 112).
- Wer bin ich? (Who am I?) Gedicht von P. J. Blumenthal, In: Litfaß 28 (1983), S. 47–49.
- Unter Fremden (Among Aliens). Gedicht von P.J. Blumenthal, In: Litfaß 28 (1983), S. 49–50.
- Herrenjagd (Monsieur chasse!). Drama von Georges Feydeau, 1983.
- El Castillo. Gedicht von Fernando Silva. In: Grazer Autorenversammlung / Verein Slowenischer Autoren Österreichs (Hrsg.): Unter dem Flammenbaum. Gedichte aus Nicaragua. Europaverlag, Wien 1986, S. 68–69.
- Tränen um eine Hure (Lágrimas por una puta). Gedicht von Carlos Rigby. In: Grazer Autorenversammlung / Verein Slowenischer Autoren Österreichs (Hrsg.): Unter dem Flammenbaum. Gedichte aus Nicaragua. Europaverlag, Wien 1986, S. 72–73.
- Sandino. Gedicht von Cony Pacheco, In: Grazer Autorenversammlung / Verein Slowenischer Autoren Österreichs (Hrsg.): Unter dem Flammenbaum. Gedichte aus Nicaragua. Europaverlag, Wien 1986, S. 107–108.
- Der Gockel (Le dindon). Drama von Georges Feydeau, 1986.
- Floh im Ohr (La puce à l’oreille). Drama von Georges Feydeau, 1986.
- Die Affäre Rue de Lourcine (L’affaire de la rue de Lourcine). Drama von Eugène Labiche, 1988.
- Der Bewerb oder Sand für die Augen (La poudre aux yeux) Drama von Eugène Labiche, 1988.
- Die Dame vom Maxim (La dame de chez Maxim). Drama von Georges Feydeau, 1990.
- Fastnacht (La mi-carême). Novelle von Georges Feydeau, In: Programmheft des Wiener Burgtheaters zu Georges Feydeaus Der Floh im Ohr, 1997.
- Der Jude von Malta (The Famous Tragedy of the Rich Jew of Malta). Drama von Christopher Marlowe, 2001. Übers. zusammen mit Karin Rausch.
- Ernst ist das Leben (Bunbury) (The Importance of Being Earnest). Drama von Oscar Wilde, 2004. Übers. zusammen mit Karin Rausch.
- Der ideale Mann (An Ideal Husband). Drama von Oscar Wilde, 2011, Übers. zusammen mit Karin Rausch.

### Drehbücher
- Die Ausgesperrten (zusammen mit Franz Novotny), 1982.
- Malina (nach dem gleichnamigen Roman von Ingeborg Bachmann, Regie: Werner Schroeter), 1990/1991.
- Die Blutgräfin (zusammen mit Ulrike Ottinger), 2009.
- Eine Partie Dame, 1980, Verbrecher Verlag, Berlin 2018, ISBN 978-3-95732-310-1.

### Hörspiele
- wenn die sonne sinkt, ist für manche schon büroschluß (SDR/BR 1972, Regie Otto Düben)
- Wien West (NDR/WDR 1972, Regie: Otto Düben)
- Untergang eines Tauchers (SDR 1973, Regie: Otto Düben)
- Die Bienenkönige (SDR/Rias Berlin 1976, Regie: Hartmut Kirste)
- Jelka. Familienserie in acht Folgen (SWF 1977, Regie: Peter Michel Ladiges)
- Porträt einer verfilmten Landschaft (SDR 1977, Regie Hartmut Kirste)
- Die Ausgesperrten (SDR/BR/Radio Bremen 1979, Regie: Hartmut Kirste) mit Paulus Manker, Elisabeth Augustin, Rudolf Wessely, Ida Krottendorf
- Die Jubilarin (BR 1978, Regie: Alexander Malachovsky)
- Was geschah, nachdem Nora ihren Mann verlassen hatte oder Stützen der Gesellschaft (SDR/HR/Radio Bremen 1979, Regie: Otto Düben)
- Frauenliebe – Männerleben (SWF/HR 1982, Regie: Hans Gerd Krogmann)
- Erziehung eines Vampirs (SDR/NDR/BR 1986, Regie: Otto Düben)
- Die Klavierspielerin (SWF 1988, Bearbeitung und Regie: Patricia Jünger)
- Burgteatta (BR/ORF 1991, Bearbeitung und Regie: Hans Gerd Krogmann)
- Präsident Abendwind (BR 1992, Regie: Hans Gerd Krogmann)
- Wolken.Heim (HR/BR/SFB 1992, Regie: Peer Raben)
- Stecken, Stab und Stangl (ORF/BR/NDR 1996, Bearbeitung und Regie: Hans Gerd Krogmann)
- Todesraten (mit Olga Neuwirth, BR Hörspiel und Medienkunst 1997, Regie: Olga Neuwirth)
- er nicht als er (BR 1998, Regie: Ulrich Gerhardt)
- Jackie (BR Hörspiel und Medienkunst 2003, Regie: Karl Bruckmaier), (Hörspielpreis der Kriegsblinden)
- Moosbrugger will nichts von sich wissen (BR Hörspiel und Medienkunst 2004, Regie: Karl Bruckmaier)
- Sportchor. Mit Stefan Kaminski. Musikalische Arrangements und Hammondorgel: Christoph M. Schaeffer. Regie: Leonhard Koppelmann. BR Hörspiel und Medienkunst 2006. Als Podcast/Download im BR Hörspiel Pool[62]
- Bambiland (BR Hörspiel und Medienkunst 2006, Regie: Karl Bruckmaier)
- Ulrike Maria Stuart (BR Hörspiel und Medienkunst 2007, Regie: Leonhard Koppelmann)
- bukolit (BR Hörspiel und Medienkunst 2008, Regie: Leonhard Koppelmann)
- Rechnitz (BR Hörspiel und Medienkunst 2010, Regie: Leonhard Koppelmann)
- Neid (BR Hörspiel und Medienkunst 2011. Hörspiel in zehn Teilen mit Sophie Rois und Elfriede Jelinek. Komposition: Frode Haltli und Maja Ratkje, Bearbeitung und Regie: Karl Bruckmaier).
- Kein Licht (BR Hörspiel und Medienkunst 2012, Regie: Leonhard Koppelmann)
- Die Straße. Die Stadt. Der Überfall (BR Hörspiel und Medienkunst 2012, Regie: Leonhard Koppelmann)
- Die Schutzbefohlenen, mit: Jonas Minthe, Matthias Haase, Bettina Lieder, Christoph Jöde, Janina Sachau / Regie: Leonhard Koppelmann / BR Hörspiel und Medienkunst/ORF 2014. Als Podcast/Download im BR Hörspiel Pool[63]
- Eine Wirtschaftskomödie. Hörspiel in sechs Teilen. Regie: Leonhard Koppelmann. BR Hörspiel und Medienkunst/DKultur 2015. Als Podcast/Download im BR Hörspiel Pool[64]
  - Wirtschaftskomödie. Die Kontrakte des Kaufmanns (1–3). Mit Hans Kremer, Wolfgang Pregler, Wiebke Puls, Götz Schulte, Johannes Silberschneider, Elfriede Jelinek.
  - Wirtschaftskomödie. Die Kontrakte des Kaufmanns (4) Schlechte Nachrede: Und jetzt?. Mit Martin Bross, Robert Dölle, Ekkehard Freye, Hans Kremer, Jonas Minthe, Wolfgang Pregler, Wiebke Puls, Götz Schulte, Johannes Silberschneider, Elfriede Jelinek.
  - Wirtschaftskomödie. Aber sicher! (Eine Fortsetzung). Mit Nico Holonics, Bernd Kuschmann.
  - Wirtschaftskomödie. Aber sicher! 2. Akt (für Rosa Luxemburg) Aber sicher! Nachtrag. Warnung an Griechenland vor der Freiheit. Mit Robert Dölle, Bettina Engelhardt, Hans Kremer, Wolfgang Pregler, Wiebke Puls, Götz Schulte, Johannes Silberschneider, Michael Tregor. Regie: Leonhard Koppelmann.
- Das schweigende Mädchen. Hörspiel in vier Teilen. Mit Brigitte Hobmeier, Stefan Hunstein, Jonas Minthe, Wolfgang Pregler, Johannes Silberschneider, Edmund Telgenkämper, Stefan Wilkening, Elfriede Jelinek. Komposition: zeitblom, Regie: Leonhard Koppelmann. BR Hörspiel und Medienkunst 2015. Als Podcast/Download im BR Hörspiel Pool.[65]
- Am Königsweg. Hörspiel mit Elfriede Jelinek, Thomas Albus, Peter Brombacher, Katja Bürkle, Helga Fellerer, Christian Gaul, Mechthild Großmann, Johannes Herrschmann, Christoph Jablonka, Johannes Silberschneider, Kathrin von Steinburg, Sebastian Weber, David Zimmerschied. Musik: Sven-Åke Johansson, Elliott Sharp, Chor des BR und Akademie für Alte Musik Berlin/Leitung: Howard Arman. Regie: Karl Bruckmaier. Produktion: BR Hörspiel und Medienkunst 2017. Das Hörspiel schrieb Elfriede Jelinek in zwei Fassungen. Die einteilige Fassung hat eine Länge von 53' Minuten. Als Podcast/Download im BR Hörspiel Pool.[66] Die drei Teile der ungekürzten Fassung haben eine Länge von jeweils ca. 110 Minuten. Podcast/Download[67]
- Das Licht im Kasten. Hörspiel Mit Christine Urspruch, Musik: Stephanie Müller, Regie: Karl Bruckmaier, BR 2017, Länge: 76‘34[68]

### Libretti
- Bählamms Fest. Musiktheaterstück. Musik (1997/1998): Olga Neuwirth. UA 1999
- Lost Highway. Musiktheaterstück. Musik: Olga Neuwirth. UA 2003.
- Mit Irene Dische: Der tausendjährige Posten oder Der Germanist. Bearbeitung von Theodor Körners Libretto des Singspiels Der vierjährige Posten. Zur Musik von Franz Schubert (auch Die Zwillingsbrüder). Uraufführung am 10. März 2012 an der Städtischen Bühne Heidelberg. (Hintergrund ist der Fall des Germanisten Hans Ernst Schneider in Aachen.)[69]
- Unruhiges Wohnen. Ballett. UA am 12. September 1991 bei der ars electronica in Linz, in Koproduktion mit dem Opernhaus Zürich und Wien Modern. Inszenierung und Choreografie, Bühne und Kostüme: Bernd R. Bienert. Musik: Roman Haubenstock-Ramati.
- Der Tod und das Mädchen II. Tanzstück. UA EXPO 2000, in Hannover. Inszenierung und Choreografie, Licht und Kostüme: Bernd R. Bienert. Musik: Olga Neuwirth. Produktion: ZKM Karlsruhe, Stimmen von Anne Bennent und Hanna Schygulla. Als Ballett: Bernd Roger Bienert, Saarländisches Staatstheater und deutscher Pavillon Expo 2000

### Sonstiges
- Die Ramsau am Dachstein, Fernseh-Essay, 1976 (abrufbar in einem Artikel von ORF.at vom 24. Oktober 2022: Zurück in die 70er: Mit Elfriede Jelinek in der Ramsau)
- Moment! Aufnahme! 5.10.99. In: Elisabeth Schweeger und Eberhard Witt (Hrsg.): Ach Deutschland! Belleville, München 2000, ISBN 3-933510-67-8, S. 71–77.
- Elfriede Jelinek. Schreiben. Fremd bleiben. DU. Zeitschrift für Kultur. Nr. 700. DU Verlags AG, Oktober 1999, ISBN 3-908515-33-5.
- Der Privatroman 'Neid'. 36 Antworten von Elfriede Jelinek auf Fragen von Herbert Kapfer. BR Hörspiel und Medienkunst 2011. Als Podcast/Download im BR Hörspiel Pool.[70]

### Fremdsprachige Ausgaben (Auswahl)
Französisch:
- Lust. Seuil, Paris 1996, ISBN 2-02-014615-0.
- Totenauberg. Editions Jacqueline Chambon, 1998, ISBN 2-87711-102-4.
- Maladie, ou, Femmes modernes. L’Arche, 2001, ISBN 2-85181-475-3.
- La Pianiste. Seuil, Paris 2002, ISBN 2-02-050872-9.
- Les Exclus. Seuil, Paris 2002, ISBN 2-02-055534-4.
- Les Amants. Seuil, Paris 2003, ISBN 2-02-055556-5.
- Drames de princesses: La Jeune Fille et la Mort 1–4. L’Arche, 2006, ISBN 2-85181-630-6.
- Bambiland. Editions Jacqueline Chambon, 2006, ISBN 2-87711-301-9.
- Enfants des Morts. Seuil, Paris 2007, ISBN 978-2-02-050072-2. (André-Gide-Preis für deutsch-französ. Literaturübersetzungen 2006)

Englisch:
- Women As Lovers. Serpent’s Tail, 1995, ISBN 1-85242-237-8.
- The Piano Teacher: A Novel. Grove Press, 2004, ISBN 0-8021-1806-2.
- Elfriede Jelinek and The Princess Plays. Duke University Press, 2006, ISBN 0-8223-6666-5.

Rumänisch:
- Valea mortilor. Editura Institutul European, 1996, ISBN 973-586-001-5.
- Clara S. Editura Institutul European, 2005, ISBN 973-611-381-7.
- Pianista. Editura Polirom, 2004, ISBN 973-681-810-1.
- Exclusii. Editura Polirom, 2005, ISBN 973-46-0064-8.
- Amantele. Editura Polirom, 2006, ISBN 5-89091-341-7.

Russisch:
- Дети мертвых [Die Kinder der Toten]. Симпозиум, 2006, ISBN 5-367-00046-0, ISBN 3-499-22161-6.
- Клара Ш. [Clara S.]. KOLONNA Publications, 2006, ISBN 5-98144-081-3.
- Михаэль. Книга для инфантильных мальчиков и девочек [Michael. Ein Jugendbuch für die Infantilgesellschaft]. Амфора, 2006, ISBN 5-367-00202-1.
- Перед закрытой дверью [Die Ausgesperrten]. Симпозиум, 2007, ISBN 978-973-586-001-1.
- Любовницы [Die Liebhaberinnen]. Симпозиум, 2007, ISBN 978-5-89091-342-5.
- Похоть [Lust]. Симпозиум, 2007, ISBN 978-5-89091-339-5.
- Мы пестрые бабочки, детка! [Wir sind Lockvogel Baby!]. Амфора, 2007, ISBN 978-5-367-00577-6.
- Дикость. О! Дикая природа! Берегись! [Oh Wildnis, oh Schutz vor ihr]. Амфора, 2007, ISBN 978-5-367-00289-8.
- Алчность [Gier]. Амфора, 2007, ISBN 978-5-367-00338-3.
- Пианистка [Die Klavierspielerin]. Симпозиум, 2007, ISBN 978-5-89091-340-1.
- Бембиленд [Bambiland]. АСТ, 2008, ISBN 978-5-17-055829-2.
- Болезнь, или Современные женщины [Krankheit oder Moderne Frauen]. АСТ, 2009, ISBN 978-5-17-059586-0.
- Гора мертвецов [Totenauberg]. АСТ, 2009, ISBN 978-5-17-054773-9.
- Посох, палка и палач [Stecken, Stab und Stangl]. АСТ, 2010, ISBN 978-5-17-054772-2.
- Смысл безразличен. Тело бесцельно. Эссе и речи о литературе, искусстве, театре, моде и о себе [Sinn egal. Körper zwecklos: Essays und Reden: Literatur, Kunst, Threater, Mode und Biographie]. Симпозиум, 2010, ISBN 978-5-89091-371-5.

## Als Sprecherin
- 2004: Flashforward, Hörspiel von Eran Schaerf/Eva Meyer. BR Hörspiel und Medienkunst/intermedium/Haus der Kunst München. Als Podcast/Download im BR Hörspiel Pool.[71]
- 2016: Die Schutzbefohlenen. Appendix von und mit Elfriede Jelinek. BR Hörspiel und Medienkunst. Als Podcast/Download im BR Hörspiel Pool.[72]

## Adaptionen
Hörspiel
- Elfriede Jelinek: Die Jubilarin. BR 1978, Regie: Alexander Malachovsky, 16 Min. Sprecher: Günther Schramm, Josefa: Maria Englstorfer.

Film
- Die Ausgesperrten. Mit Paulus Manker. Regie: Franz Novotny (1982)
- Die Klavierspielerin. Mit Isabelle Huppert. Regie: Michael Haneke (2001)
- Die Kinder der Toten. Regie: Kelly Copper und Pavol Liska, Produktion: Ulrich Seidl (2019)

## Film
- Wer hat Angst vor Elfriede J.? Film von Günter Kaindlstorfer, ORF, 3sat, 2004
- Elfriede & Elfriede. Film von Hanna Laura Klar über Elfriede Jelinek und Elfriede Gerstl.[73]
- Elfriede Jelinek – Die Sprache von der Leine lassen. Dokumentarfilm von Claudia Müller, 2022[74]

## CDs
- Elfriede Jelinek kocht Kaffee – Das Interview, von Elisabeth Scharang. (Elfriede Jelinek in einem Gespräch mit Elisabeth Scharang. Aufgezeichnet für Radio FM4.) (ORF-CD 716)
- Elfriede Jelinek: Das Lebewohl. Der Sprecher: Martin Wuttke. (Live-Mitschnitt der Aufführung am 22. Juni 2000 bei der Botschaft besorgter BürgerInnen auf dem Wiener Ballhausplatz als Auftakt der Donnerstagsdemonstration)
- Elfriede Jelinek: Jackie. Produktion: BR Hörspiel und Medienkunst 2004. intermedium records 021, ISBN 3-934847-69-2
- Elfriede Jelinek: Bambiland. Produktion: BR Hörspiel und Medienkunst 2005. intermedium records 024, ISBN 3-934847-56-0
- Elfriede Jelinek: Die Schutzbefohlenen. Produktion: BR Hörspiel und Medienkunst 2014 / ORF. intermedium records 062, ISBN 978-3-943157-62-8